# 北野由大
北野 由大（きたの ゆうだい、1983年2月18日 - ）は、日本の俳優。神奈川県座間市出身。かつてはエーライツに所属していた。

## 来歴
神奈川県出身、神奈川県立綾瀬高等学校卒業後に大阪に渡りNSCに入所する。NSC24期生であり、同期にエハラマサヒロ、若井おさむ、イシバシハザマ、スマイル、田中光（漫画家）などがいる。コンビ名は茶ばしらである。
茶ばしらから優曇華というコンビ名に変更し東京で活動していたが解散後、新国立劇場の研修生として入所する。新国立劇場では第4期生にあたる。新国立劇場を卒業後に渡辺謙の付き人を経ている。
2012年イギリスでの演劇フェスティバル、International Student Drama Feativalシェフィールド国際演劇祭で俳優賞を受賞。

## 出演

### 映画・ショートフィルム
- 隠し砦の三悪人 THE LAST PRINCESS（2008年、東宝、監督：樋口真嗣）
- 闇金ウシジマくん ザ・ファイナル（2016年、S・D・P、監督：山口雅俊）
- 農家のお嫁にいらっしゃい（2016年、SKIPシティ国際Dシネマ映画祭2016作品、監督：中泉裕矢）
- 美人が婚活してみたら（2019年、KATSU-do、監督：大久明子）
- カメラを止めるな!スピンオフ『ハリウッド大作戦!』（2019年、ネスレ、監督：中泉裕矢）

### テレビドラマ
- かすていら（2013年5月、NHK BSプレミアム） - 長崎の刑事 役
- 西郷どん（2018年7月、NHK） - 薩摩伝令 役
- ひよっこ2（2019年、NHK）

### ウェブドラマ
- カメラを止めるな!スピンオフ『ハリウッド大作戦!』（2019年3月2日（再配信8・9日）、AbemaTV、製作総指揮・脚本：上田慎一郎、監督：中泉裕矢）[3][4]。

### Vシネマ
- 呪われた心霊動画×××13

### MV
- ELSRAST 「Rash To Hope」（2016年）

### 舞台
- 橋を渡ったら泣け（2010年　演出：小林七緒） - 長野高次 役
- 少年口伝隊一九四五（2010年　演出：栗山民也） - 勝利 役
- かもめ（2010年　演出：西川信廣） - ソーリン 役
- マニラ瑞穂記（2011年　演出：栗山民也） - 岸元繁 役
- 美しい日々（2011年　演出：宮田慶子） - 山田秀雄 役
- ラフカット2011（2011年　演出：堤泰之） - スナイパー 役
- クリスマスキャロル（2011年　演出：菊池准） - スクルージ青年 役
- 胎内（2012年　演出：松森望宏、International student drama festival） - 花岡金吾 役
- ロボット（2012年　演出：坪井彰宏） - アルキスト 役
- それからのブンとフン（2013年　演出：栗山民也） - 山形東作 役
- から騒ぎ（2014年　演出：河合祥一郎） - ボラチオ 役
- 大人げない遺伝子（2014年　演出：中山純平） - 健一 役
- 水無月の云々（2016年　演出：中津留章仁） - 森下走馬 役
- 胎内（2017年　演出：松森望宏 CEDAR） - 花岡金吾 役
- グロリア（2019年　演出：古城十忍 作：ブランデンジャイコブズジェスキン） ーディーン 役
- 蘇る魚たち （2021年　作：石原然　演出：藤井ごう） ーノゾミ 役
- THE BIRTHDAY PARTY　（2022年　作：ハロルド・ピンター　演出：松森望宏 CEDAR）ーマッキャン 役
- 破竹の勢い　（2022年　作・演出：北野由大）

### CM・ナレーション
- 野村不動産「野村の仲介＋」（2014年）
- 秋田銘醸「香り爛漫」（2015年）